# Egzoskelet
Egzoskelet, često i vanjski kostur, je naziv za podupiruću strukturu organizma, koja čini oko njega vanjsku ljušturu.

## Prirodni egzoskeleti
Za razliku od kralježnjaka, mnogi člankonošci (Arthropoda), prije svega razred kukaca (Insecta) i potkoljena kliještara (Chelicerata) i nadrazreda rakova (Crustacea) umjesto čvrstog endoskeleta (unutrašnjeg kostura), imaju stabilizirajući vanjski kostur.
I neka druga životinjska koljena, kao mekušci (Mollusca) i mahovnjaci (Bryozoa), imaju egzoskelete.
Uglavnom su građeni od ugljikohidrata hitina, strukturnih proteina kao što je artropodin i kalcijevog karbonata (ali i magnezijevog karbonata, kalcijevog fosfata i magnezijevog fosfata) (na primjer, rakovi). Hitin i antropodin daju čvrstoću, podatnost i vodonepropusnost kutikuli.